# Nuussuaq (stadsdel)

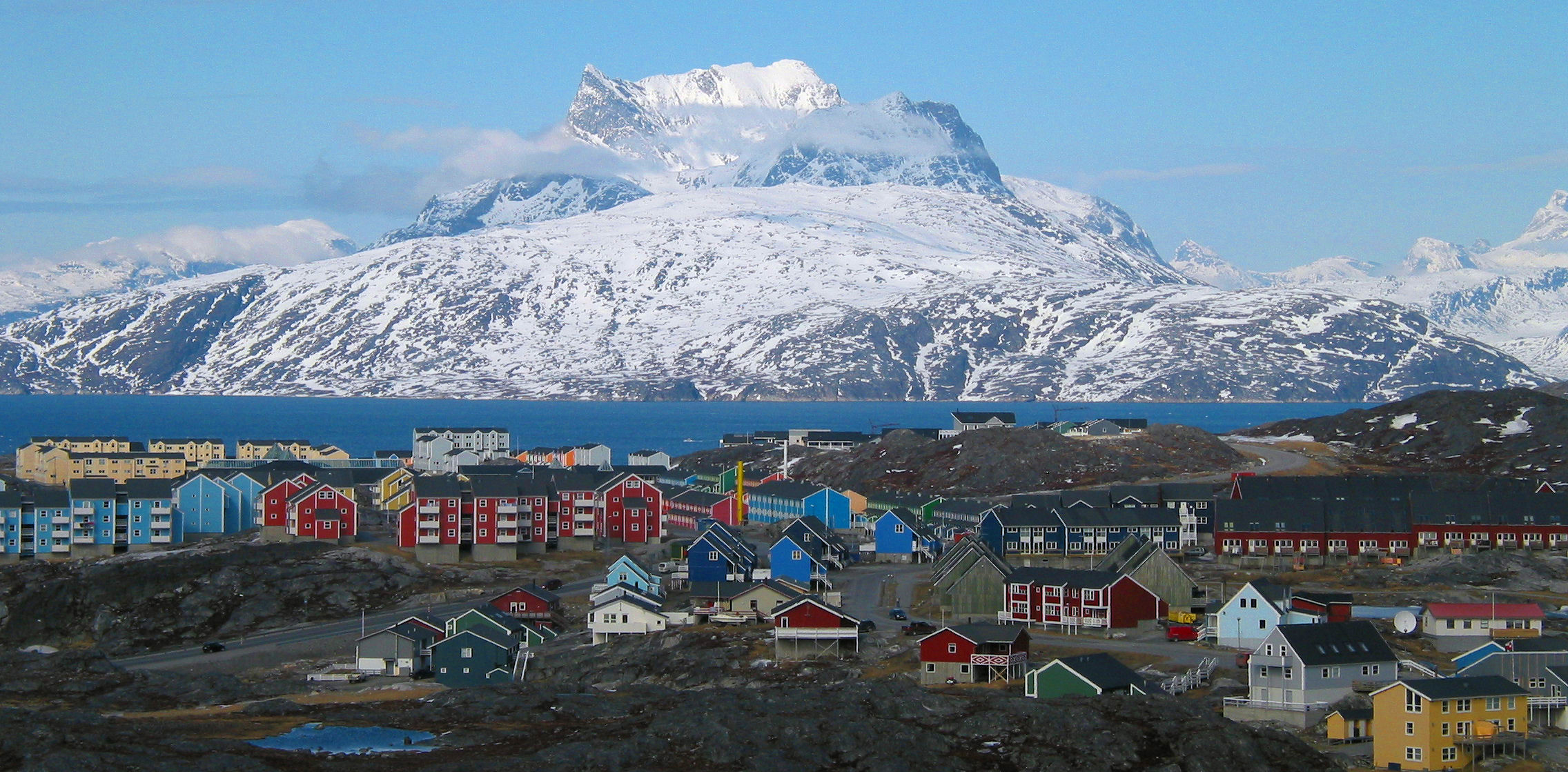
Nuussuaq med Sermitsiaq i bakgrunden

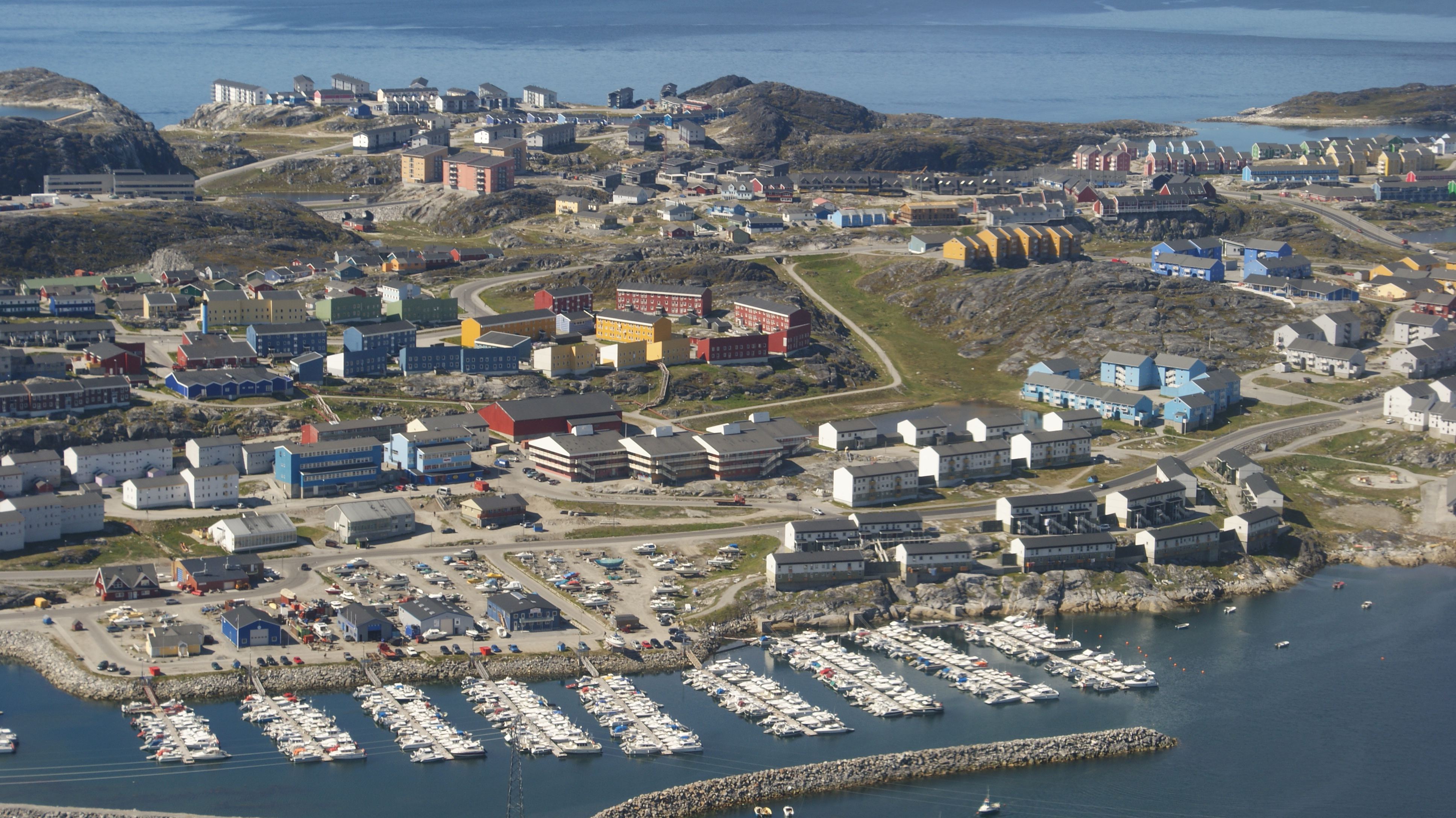
Flygfoto av Nuussuaq sett från öst

Nuussuaq är en stadsdel i Nuuk, Grönlands huvudstad. Stadsdelen ligger i den norra delen av Nuuk, och väster och sydväst om Nuuk flygplats.

## Historia
Den första bebyggelsen i stadsdelen uppfördes 1979, och området var fullt utbyggt i slutet av 1980-talet. Stadsdelen är nu den största i Nuuk, har majoriteten av lägenhetsbebyggelserna i staden och har ett befolkningstal på ca. 6 000. Omedelbart öster om Nuussuaq ligger stadsdelen Qinngorput, som är Nuuks nyaste stadsdel.

## Institutioner
Grönlands universitet ligger i Nuussuaq och huserar också Grönlands Statistik och Grönlands nationalbiblioteks arkiv. Universitet ligger i stadsdelens norra ände, nära vägen till flygplatsen.. I Nuussuaq ligger också stadens simhall, Malik.

## Transport
Nuup Bussiis linje nr 2 kör mellan Nuussuaq och Nuuk Bycenter. I rusningstrafik kör bussarna E2 och X2 också mellan stadsdelen och centrum. Busslinjerna 1 och 3 kör av huvudvägen, som avgränsar Nuussuaq i förhållande till andra stadsdelar.